# 埃爾迪維薩德羅
埃爾迪維薩德羅（西班牙語：El Divisadero）是薩爾瓦多的城鎮，位於該國東北部，由莫拉桑省負責管轄，面積61.36平方公里，海拔高度274米，2007年人口7,617，人口密度每平方公里124.14人。